# Odradna Balka
Pour les articles homonymes, voir Balka.
Odradna Balka (ukrainien:Одрадна Балка) est un village de l'Oblast d'Odessa en Ukraine.

## Histoire
Au cours de la Seconde Guerre mondiale, des Juifs d'Odessa sont déportés dans le village et confinés dans deux granges. 
Les 15 et 16 mars 1942, 200 juifs sont assassinés par des colons allemands dirigés par un officier allemand dans le cadre de ce qu'on appellera la Shoah par balles.